# Demonstrace (protest)

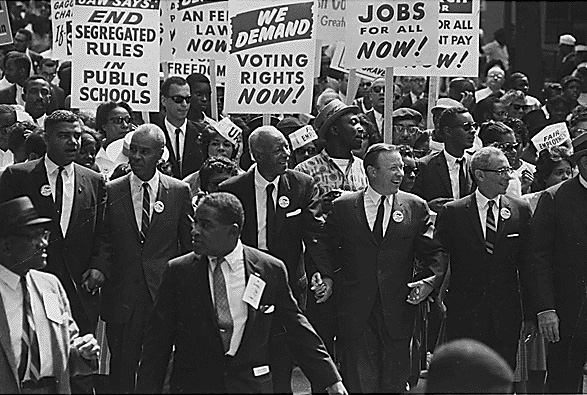
Pochod za lidská práva, Washington, 1963

Demonstrace je shromáždění lidí na veřejném prostranství za účelem předvedení společného názoru, zpravidla politického rázu. Účastník demonstrace se nazývá demonstrant.
Mezi největší demonstrace v historii lidstva patří kupříkladu demonstrace v NDR 4. listopadu 1989 na berlínském Alexanderplatzu, které se zúčastnilo přes milión občanů, nebo 14. listopadu 1969 největší protiválečná demonstrace v historii USA, které se zúčastnilo na 250 000 demonstrantů. 26. listopadu 1989 protestovalo proti komunistickému režimu v Československu více než 500 000 lidí.

## Demonstrace v Česku
Od roku 1990 se pořádání demonstrací řídí zákonem č. 84/1990 Sb., o právu shromažďovacím, který jednoznačně stanoví, že k jejich uspořádání není třeba předchozího povolení, ale jen oznámení, které je ovšem potřeba podat alespoň 5 dnů předem nejčastěji místnímu obecnímu úřadu. Je pouze zakázáno demonstrovat v okruhu 100 m od budov obou komor Parlamentu a Ústavního soudu, nebo míst, kde tyto instituce právě zasedají. Na druhou stranu je možné už řádně oznámenou demonstraci zakázat, pokud by směřovala k výzvě popírat nebo omezovat občanská práva, dopouštět se násilí nebo jinak porušovat ústavu a zákony. Dalšími důvody zákazu mohou být organizační důvody, když už se na oznámeném místě a v oznámeném čase má konat jiná demonstrace, nebo když je to nutné kvůli zdraví účastníků, dopravě či zásobování; v těchto případech má ale úřad oznamovateli nejdříve nabídnout jiné vhodné místo či dobu konání. Proti rozhodnutí o zákazu lze podat žalobu ke správnímu soudu, pokud se však zakázaná demonstrace bude přesto konat, bude rozpuštěna. Stejně tak bude rozpuštěna demonstrace, která zakázána nebyla, ale v jejím průběhu nastaly takové skutečnosti, které by k jejímu zákazu vedly.

### Významné demonstrace (do roku 1989)
| Datum                 | Odhad počtu účastníků | Odhad počtu účastníků | Popis |
| --------------------- | --------------------- | --------------------- | --- |
| 28. listopadu 1905    | 100 000               | 100 000               | Demonstrace za všeobecné hlasovací právo na Staroměstském náměstí |
| květen 1918           | ?                     | ?                     | Protiválečná demonstrace na Václavském náměstí |
| 14. října 1918        | 35 000                | 35 000                | Protihladová generální stávka 14. října 1918 v českých zemích s centrem na Staroměstském náměstí |
| 1. května 1938        | 150 000               | 150 000               | Demonstrace Za jednotu národa, bezpečnost republiky, demokracii a mír. Manifestaci ke svátku práce organizovala v době ohrožení republiky Národní rada československá, která sdružovala všechny politické strany v zemi. |
| 22. září 1938         | 250 000               | 250 000               | Demonstrace před sídlem Poslanecké sněmovny v Rudolfinu za obranu republiky proti Mnichovské dohodě |
| 28. října 1939        | 100 000               | 100 000               | Demonstrace proti nacistické okupaci k výročí vzniku československého státu, silou potlačena. Byli při ní zabiti Jan Opletal a Václav Sedláček.                                                                          |
| 2. června 1942        | 65 000                | 65 000                | Demonstrace českého lidu pro Říši na Staroměstském náměstí k odsouzení Atentátu na Heydricha a činnosti prozatímního státního zřízení.                                                                                   |
| 3. července 1942      | 200 000               | 200 000               | Demonstrace slibu věrnosti Třetí říši organizovaná Národním souručenstvím na Václavském náměstí k přiležitosti ukončení stanného práva vyhlášeného v rámci Heydrichiády.                                                 |
| 21. února 1948        | 100 000               | 100 000               | Demonstrace příznivců Komunistické strany Československa za dosazení komunistických ministrů do vlády na Staroměstském náměstí                                                                                           |
| 25. února 1948        | 100 000               | 100 000               | Nátlaková demonstrace komunistů na podporu návrhu Klementa Gottwalda o dosazení ministrů na Václavském náměstí |
| 21. srpna 1968        | ?                     | ?                     | Demonstrace proti okupaci Československa vojsky Varšavské smlouvy |
| 21. srpna 1969        | ?                     | ?                     | U příležitosti prvního výročí okupace |
| 21. srpna 1988        | ?                     | ?                     | 20. výročí okupace |
| 28. října 1988        | ?                     | ?                     | Výročí vzniku Československého státu |
| leden 1989            | ?                     | ?                     | Palachův týden |
| 17. listopadu 1989    | ?                     | ?                     | Vzpomínková demonstrace k 50. výročí obsazení vysokých škol |
| od 20. listopadu 1989 | různé počty           | různé počty           | Série protestních demonstrací proti komunistickému režimu |
| 26. listopadu 1989    | 500 000               | 500 000               | Největší demonstrace na Letenské pláni |

### Významné demonstrace (po roce 1989)
| Datum               | Odhad počtu účastníků | Poznámka |
| ------------------- | --------------------- | --- |
| 22. března 1994     | 40 000                | Odboráři z ČMKOS proti první vládě Václava Klause                                                                         |
| 25. březen 1995     | 90 000                | Odboráři proti první vládě Václava Klause                                                                                 |
| 8. listopad 1997    | 60 000 až 120 000     | Odboráři proti druhé vládě Václava Klause                                                                                 |
| 3. prosinec 1999    | 50 000 až 80 000      | Iniciativa Děkujeme, odejděte! proti Opoziční smlouvě                                                                     |
| 3. a 11. leden 2001 | 60 000 až 100 000     | Veřejnost na podporu stávkujícím zaměstnancům České televize proti nově zvolenému generálnímu řediteli Jiřímu Hodačovi    |
| 26. listopad 2005   | 25 000                | Akci připravily ČMKOS a Asociace samostatných odborů (ASO)                                                                |
| 23. červen 2007     | 30 000 až 35 000      | Odbory proti politice druhé vlády Mirka Topolánka                                                                         |
| 16. květen 2009     | 23 000 až 30 000      | ČMKOS a školní odbory proti dopadům ekonomické krize a proti nízkým platům učitelů i nepedagogických pracovníků           |
| 21. září 2010       | 40 000 až 45 000      | Odbory proti politice vlády Petra Nečase                                                                                  |
| 21. května 2011     | 40 000                | Odbory proti politice vlády Petra Nečase                                                                                  |
| 21. duben 2012      | 90 000 až 150 000     | Odbory a další organizace a iniciativy proti politice vlády Petra Nečase                                                  |
| 17. listopad 2012   | 10 000 až 25 000      | Odbory a občanské iniciativy proti politice vlády Petra Nečase                                                            |
| 21. květen 2019     | 50 000                | Protest spolku Milion chvilek pro demokracii proti politice druhé vlády Andreje Babiše                                    |
| 4. června 2019      | 90 000 až 120 000     | Protest spolku Milion chvilek pro demokracii proti politice druhé vlády Andreje Babiše                                    |
| 23. června 2019     | 250 000 až 280 000    | Protest spolku Milion chvilek pro demokracii („Je to na nás!“) proti politice druhé vlády Andreje Babiše                  |
| 16. listopad 2019   | 250 000 až 300 000    | Protest spolku Milion chvilek pro demokracii („Letná 2 – znovu za demokracii!“) proti politice druhé vlády Andreje Babiše |
| 10. prosinec 2019   | 45 000 až 80 000      | Protest spolku Milion chvilek pro demokracii proti politice druhé vlády Andreje Babiše                                    |
| 29. duben 2021      | 10 000 až 20 000      | Protest spolku Milion chvilek pro demokracii proti politice druhé vlády Andreje Babiše                                    |
| 27. únor 2022       | 60 000 až 80 000      | Protest spolku Milion chvilek pro demokracii na podporu Ruskem napadené Ukrajiny                                          |
| 3. září 2022        | 70 000                | Protest svolaný Ladislavem Vrabelem („Česká republika na 1. místě!“) proti politice vlády Petra Fialy                     |
| 28. září 2022       | nižší desítky tisíc   | Protest svolaný Ladislavem Vrabelem proti politice vlády Petra Fialy                                                      |
| 28. říjen 2022      | nižší desítky tisíc   | Protest svolaný Ladislavem Vrabelem proti politice vlády Petra Fialy                                                      |
| 30. říjen 2022      | 45 000 až 55 000      | Protest spolku Milion chvilek pro demokracii proti nenávisti, za podporu Ukrajiny a práv sexuálních menšin                |
| 11. březen 2023     | 20 000                | Protest svolaný stranou PRO 2022 proti politice vlády Petra Fialy                                                         |
| 16. září 2023       | 10 000 až 17 000      | Protest svolaný stranou PRO 2022 proti politice vlády Petra Fialy                                                         |